# تداعی‌گرایی
تداعی‌گرایی (انگلیسی: Associationism) ایده‌ای است که می‌گوید حضور یک رویداد یا تجربه در ذهن موجب می‌شود رویداد یا تجربه دیگری که به آن شباهت دارد، در ذهن تداعی شود.
فرض کنید فردی یک میوه ترش را که باعث ترشح زیاد بزاق دهان می‌شود، بخورد. این تجربه در ذهن او باقی می‌ماند. حال پس از مدتی اگر همان شخص یک فرد دیگر را در حال خوردن یک میوه ترش ببیند یا به یاد آن میوه ترش بیفتد، ممکن است باز هم در دهانش بزاق ترشح شود.
به باور این مکتب، محتوای ذهن از هم‌خوانی اندیشه‌ها و تصورات تشکیل شده است. تصوراتی که قالب‌های خیال را می‌سازند، اساساً از راه ادراک حسی و حواس مختلف حاصل می‌شوند. تصوراتی که هم‌زمان باشند، بدون توجه به نوعشان زودتر تداعی می‌شوند تا آنها که با اختلاف زمانی و گسسته به ذهن می‌رسند. مکتب تداعی‌گرایی قائل به تفاوت‌های ذاتی ارثی در ذهن نیست و فقط تجربه را ملاک ایجاد تفاوت‌های فردی می‌داند. نتیجه‌ای که از این مکتب می‌توان به دست آورد این است که ادعا می‌کند: «نوع تجربه خاص، موجب تفاوت بین افراد است؛ نه عوامل دیگر».

## پیشینه
تداعی‌گرایی که امروزه با نام یادگیری از راه شرطی‌سازی شناخته می‌شود روش و نظریه‌ای است که برای اولین بار و به‌طور واضح از ارسطو در ۳۸۴ تا ۳۲۲ (ق. م) شروع شد. در واقع ارسطو فیلسوف یونانی بود که با طرح یادگیری و یادآموزی از طریق هم‌آیی، همانندی و پادآیی (تضاد) میان رویدادها، بنیاد تداعی‌گرایی را استوار نمود. 
بنابر اصل هم‌آیی هرگاه دو رویداد از لحاظ زمان و مکان با هم تجربه شوند، بعدها تجربه یکی از آنها موجب می‌شود که رویداد دیگر نیز تداعی شود یا در ذهن حضور یابد. نظیر وقتی که با دیدن آموزگار به یاد شاگرد و دانش‌آموز می‌افتیم.
بنابر اصل همانندی حضور یک رویداد یا تجربه در ذهن موجب می‌شود رویداد یا تجربه دیگری که به آن شباهت دارد، در ذهن تداعی شود. نظیر وقتی که به دوستان قدیم فکر می‌کنیم ممکن است به یاد بیاوریم که عکسی از آنها داریم. 
بنابر اصل پادآیی (تضاد) رویدادها و تجربه‌های متضاد یکدیگر را در ذهن تداعی می‌کنند. نظیر کلمات زشت و زیبا یا زرنگ و تنبل.
سده‌ها پس از ارسطو، توماس هابز (۱۵۸۸–۱۶۷۹) نیز بدون اینکه از این اصطلاح استفاده کند، در تبیین فکر انسان به این سازوکارها توجه کرد و آن را به عنوان یکی از استعدادهای روانی وی معرفی کرد. سپس دیوید هیوم (۱۷۱۱–۱۷۷۶) برای نخستین بار و به طور اتفاقی اصطلاح «تداعی معانی» را به کار برد.امروزه با نام شرطی‌سازی در نظریه‌های تورندایک، پاولف، واتسن، اسکینر و دیگران یافت می‌شود. اما کسی که از همه بیشتر مایه رونق و ماندگاری این اصطلاح شد، دیوید هارتلی (۱۷۰۷–۱۷۵۷) بود که با تأسیس مکتبی به همین نام، مروج اصلی تداعی‌گرایی شد.